# چشم‌سفیدان
چشم‌سفیدان (نام علمی: Opostegidae) نام یک تیره از راسته پروانه‌سانان است.